# Jianning

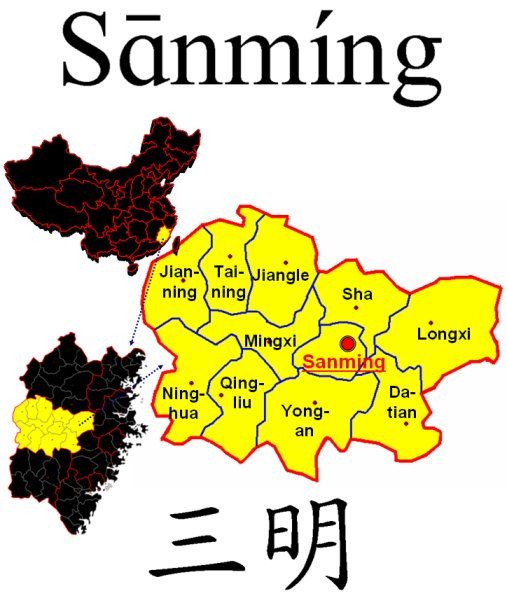
Kreisebene der Stadt Sanming

Jianning (chinesisch 建宁县, Pinyin Jiànníng Xiàn) ist ein chinesischer Kreis der bezirksfreien Stadt Sanming in der Provinz Fujian. Er hat eine Fläche von 1.730 km² und zählt 114.400 Einwohner (Stand: 2020). Sein Hauptort ist die Großgemeinde Suicheng (濉城镇).
Die ehemalige Stätte des Führungssitzes der Ersten Frontarmee der Chinesischen Roten Armee von Jianning (Jianning hong yi Fangmianjun lingdao jiguan jiuzhi 建宁红一方面军领导机关旧址) in den Jahren 1931–1933 steht seit 2006 auf der Liste der Denkmäler der Volksrepublik China (6-968).